# Didier Odieu
 (novembre 2018).
 (février 2022).
Didier Odieu (de son vrai nom Didier Kengen), né à Uccle en 1959, est un chanteur et compositeur belge. 

## Biographie
Didier Odieu est un auteur-compositeur-interprète belge, actif depuis près de trente-cinq ans. Il est parfois décrit dans la presse comme un artiste au parcours atypique et à la personnalité marquante. Il est connu pour ses performances scéniques singulières, mêlant chanson et théâtralité. Il a été soutenu en France par William Sheller. Son style a parfois été comparé à un croisement entre Jacques Brel et des sex pistols. Il reste relativement éloigné des circuits de grande diffusion[réf. nécessaire]. 
Le succès de ses disques reste de ce fait inversement proportionnel à l'enthousiasme du public quand Odieu est sur scène. Il a également, sous le nom de Didier Kengen, composé de nombreuses musiques de spectacles, dont un opéra acousmatique, Chantecler, d'après l'œuvre de Edmond Rostand, joué au théâtre National de Belgique en 1997. Il a découvert et produit la chanteuse Victoria Tibblin, collaboré avec entre autres, Tcheky Karyo, Alain Bashung. Il a aussi créé nombre de projets annexes, performances, groupes musicaux, pièces de théâtre, œuvres de musique contemporaine, et détient le record du monde de Mégamix catégorie 15', homologué par le Livre Guinness des records : 169 tubes chantés, tous reconnus par huissier. Il s'est produit dans de nombreux pays : États Unis, Haïti, Canada, Colombie, Russie, Lituanie, Mongolie, Kazakhstan, Slovenie, Espagne, Suisse, etc.

## Discographie
- 1981 : Odieu et le feu (double 45 tours)
- 1983 : Paris Ville lumière (45 tours)
- 1984 : Aimez-moi (45 tours)
- 1985 : Maladroit (45 tours)
- 1987 : Pour toi (45 tours)
- 1987 : Live (33 tours)
- 1989 : Odieu (CD 10 titres)
- 1992 : Odieu (CD 6 titres)
- 1996 : T'es qui toi ? (CD 21 titres)
- 2003 : Amours noires (CD 13 titres)
- 2014 : Désordres (CD 14 titres)